# Sitra
Sitra (fiica lui Re), cunoscuta si sub denumirea de Tia-Sitre, a fost sotia regala a faraonului Ramses I si mama lui Seti I.
Identitatea Sitrei nu este bine definita, aparand in templul lui Seti I numit Abydos desene ce ii infatisau pe Ramses I si Sitra impreuna.Ea a fost numita Sotia Regala atat in templul lui Seti I, cat si in mormantul acestuia.
Nu se stie sigur daca numele acesteia a fost Sitra sau Tia Sitra, in desenul numit Anul 400 Stela, care a fost gasit in Tanis, Ramses II, fiul lui Seti I il descrie pe tatal sau ca fiind fiul lui Paramessu (vechiul nume al faraonului Ramses I) si al Tiei.O alta coincidenta ar fi faptul ca Seti I si-a numit fiica drept Tia, de aici putem sa credem faptul ca acesta i-a pus numele dupa mama sa.Nu stim sigur care dintre variante este cea corecta, putand crede ca, asa cum Paramessu si-a schimbat numele atunci cand a devenit faraon in Ramses, asa a putut si Sitra sa isi schimbe numele.
Absenta titlului de Fiica Regelui arata ca Sitra nu a fost descendenta a puterii regale, dar a avut alte titluri, precum Printesa Ereditara (iryt-p`t), Mama Regelui (mwt-niswt-wrt), titlul de Sotie Regala (hmt-nisw) Mama Zeului (mwt-ntr), Doamna Celor Doua Meleaguri (Egiptul Antic era impartit in doua parti) (nbt-t3wy) , Sotia Zeului (hmt-ntr), Stapana Egiptului de Sus si a Celui De Jos (hnwt-Shm’w-mhw).
Sitra a fost ingropata intr-un mormant in Valea Reginelor QV38.Mormantul a fost descris de Karl Richard Lepsius (mormantul 13) si de John Gardner Wilkinson (mormantul 19).Mormantul a fost comandat de fiul sau Seti I.Acesta prezinta desene fine, decoratii neterminate, acesta fiind facut pe graba.
Pe mormant apar desene cu diverse zeitati egiptene, precum Anubis, Hapi, Qebehsenuef, Horus-Irbakef, Thoth, Isis, Neith, Horus etc.